# جدار الصمت (مسلسل)
جدار الصمت، مسلسل تلفزيوني قطري أنتج وعرض بعام 2008. من تأليف سعد بورشيد وإخراج بسام سعد، وغنى شارة المسلسل المغني إبراهيم الحكمي.

## قصة المسلسل
يتناول المسلسل قضايا المراهقين في المدارس استخفافهم بالحياة، ويحاول توجيه الجيل الجديد من خلال التركيز على هذه المشاكل الاجتماعية.

## الممثلين والشخصيات
| الممثل              | الشخصية     | الممثل              | الشخصية    |
| ------------------- | ----------- | ------------------- | ---------- |
| صلاح الملا          |             | عبد الله عبد العزيز | ناصر       |
| ناصر محمد           | فهد         | يلدا                | سارة       |
| ناصر المؤمن         |             | وفاء مكي            |            |
| يوسف خليل           | سعود        | أميرة محمد          |            |
| مي عبد الله         | منى         | محمد أنور           |            |
| أحمد الجسمي         | سيف         | سعاد علي            |            |
| سيار الكواري        |             | منى شداد            |            |
| أليسون              |             | عادل الأنصاري       |            |
| طلال المهندي        |             | فهد حسين            |            |
| نادين سلامة         | نور         | ريما الشيخ          |            |
| شمعة محمد           |             | عبد الله أحمد       |            |
| محمد السني          |             | فيصل رشيد           | عبد الوهاب |
| أحمد العقلان        |             | عبدالرحمن المطوع    |            |
| فهد الباكر          | راشد        | علي الخلف           | عبدالعزيز  |
| فرج سعد (ممثل قطري) |             | محمد البكري         | طفل        |
| شوق فهد الباكر      | دانة - طفلة | حسام عبد المنعم     | محمود      |